# Dave Andreychuk
David John „Dave” Andreychuk (ur. 29 września 1963 w Hamilton) – kanadyjski hokeista.

## Kariera klubowa
- Hamilton Kilty B's (1979–1980)
- Oshawa Generals (1980–1982)
- Buffalo Sabres (1982–1993)
- Toronto Maple Leafs (1993–1996)
- New Jersey Devils (1996–1999)
- Boston Bruins (1999–2000)
- Colorado Avalanche (2000)
- Buffalo Sabres (2000–2001)
- Tampa Bay Lightning (2001–2006)

Grał w Buffalo Sabres, Toronto Maple Leafs, New Jersey Devils, Boston Bruins, Colorado Avalanche oraz Tampa Bay Lightning. Puchar Stanleya zdobył tylko raz, z Tampa Bay Lightning w sezonie 2003/2004.

## Sukcesy
Wyróżnienie
- Hockey Hall of Fame: 2017[1]